# Dudleya collomiae
Dudleya collomiae là một loài thực vật có hoa trong họ Crassulaceae. Loài này được Rose ex Morton miêu tả khoa học đầu tiên năm 1934.